# Bêta-Tocophérol
Le β-tocophérol est l'une des huit formes naturelles de vitamine E.